# Стефан Петров (генерал-майор)
Вижте пояснителната страница за други личности с името Стефан Петров.
Стефан Петров Петров е български офицер, генерал-майор от пехотата, командир на Шуменската доброволческа дружина през Сръбско-българската война (1885), командир на 2-ри резервен полк (1903) и инспектор на класовете на Военното на Негово Княжеско Височество училище (1909).

## Биография
Стефан Петров е роден на 16 юни 1859 г. в Шумен, Османска империя. През 1879 г. постъпва в Софийското военно училище, завършва с 2-ри випуск и на 30 август 1880 г. е произведен в чин подпоручик. На 30 август 1883 г. е произведен в чин поручик. Взема участие в Сръбско-българската война (1885) като командир на Шуменската доброволческа дружина. На 24 март 1886 г. е произведен в чин капитан, през 1889 в чин майор, през 1893 в чин подполковник и на 2 май 1902 г. в чин полковник. През 1903 г. поема командването на 2-ри резервен полк. През 1909 г. е назначен за инспектор на класовете на Военното на Негово Княжеско Височество училище, като същата година е уволнен от служба. На 5 август 1920 г. преминава в опълчението.
По време на военната си кариера служи и в Разградска № 22 пеша дружина.
Генерал-майор Стефан Петров умира на 14 май 1925 година. Погребан е в Централните софийски гробища.

## Семейство
Генерал-майор Стефан Петров е по-големия брат на генерал от пехотата Рачо Петров.

## Военни звания
- Подпоручик (30 август 1880)
- Поручик (30 август 1883)
- Капитан (24 февруари 1886)
- Майор (1889)
- Подполковник (1893)
- Полковник (2 май 1902)
- Генерал-майор (1909)

## Образование
- Военно на Негово Величество училище (1879 – 1880)